# Здравчець
Здра́вчець (болг. Здравчец) — село в Кирджалійській області Болгарії. Входить до складу общини Кирково.

## Населення
За даними перепису населення 2011 року у селі проживали 156 осіб, з них 155 осіб (99,4%) — турки.
Розподіл населення за віком у 2011 році:
Динаміка населення: